# Nassif Majdalani
Pour les articles homonymes, voir Majdalani.
Vous pouvez aider à l'améliorer ou bien discuter des problèmes sur sa page de discussion.
- Cet article biographique nécessite des références supplémentaires pour assurer sa vérifiabilité. (Marqué depuis juin 2023)
- Certaines informations devraient être mieux reliées aux sources mentionnées dans la bibliographie ou les liens externes. Améliorez sa vérifiabilité en les associant par des références. (Marqué depuis juin 2023)
- Son texte doit être wikifié : il ne correspond pas à la mise en forme Wikipédia (style, typographie, liens internes, liens entre les wikis, etc.). (Marqué depuis juin 2023)

- Archive Wikiwix
- Bing
- Cairn
- DuckDuckGo
- E. Universalis
- Gallica
- Google
- G. Books
- G. News
- G. Scholar
- Persée
- Qwant
- (zh) Baidu
- (ru) Yandex
- (wd) trouver des œuvres sur Wikidata

Nassif Majdalani est un journaliste libanais, né à Beyrouth (Mazraa) en 1913 et mort dans cette même ville le 8 janvier 1988.
Au cours de sa carrière, il a été présentateur de télévision et de radio, travaillant principalement dans le domaine du sport, et président de la Fédération libanaise de football, qu’il a fondé en 1933,.

## Importance dans le sport libanais
Nassif Madjalani, avec le secrétaire général de la Fédération libanaise de football Izzat Al Turk, est à l'origine de la création de la Coupe arabe des nations de football, dont la première édition se tient à Beyrouth en 1963.

## Distinctions
- 1953 : Médaille du Mérite libanaise[1]
- 1955 : Chevalier de l'Ordre national du Cèdre[1]
- 1970 : Officier de l'Ordre national du Cèdre[1]